# WR 102ka
WR 102ka eller Pionstjärnan, är en ensam stjärna i den mellersta  delen av stjärnbilden Skytten. Baserat på uppmätt parallax beräknas den befinna sig på ett avstånd av ca 26 000 ljusår (ca 8 000 parsec) från solen. Den rör sig bort från solen med en heliocentrisk radialhastighet på ca 60 km/s. Den är en slash star som är en av flera kandidater till den mest lysande kända stjärnan i Vintergatan.

## Observation
WR 102ka ligger nära Vintergatans centrum och är i huvudsak helt skymd i synliga våglängder. Den måste alltså observeras i infrarött ljus med längre våglängder, som kan tränga igenom stoftet. WR 102ka katalogiserades 2002 och 2003 genom infraröda undersökningar. Den observerades för Two-Micron All Sky Survey (2MASS) i de nära-infraröda J-, H- och Ks-banden, vid 1,2 μm, 1,58 μm respektive 2,2 μm, och ISOGAL-undersökningen av unga stjärnobjekt vid 7 μm och 15 μm.
Smalbandiga infraröda observationer av flera spektrala egenskaper kring 2 μm visade att WR 102ka var en Wolf–Rayet-stjärna med trolig spektralklass WN10. Den föreslogs också som en möjlig lysande blå variabel.

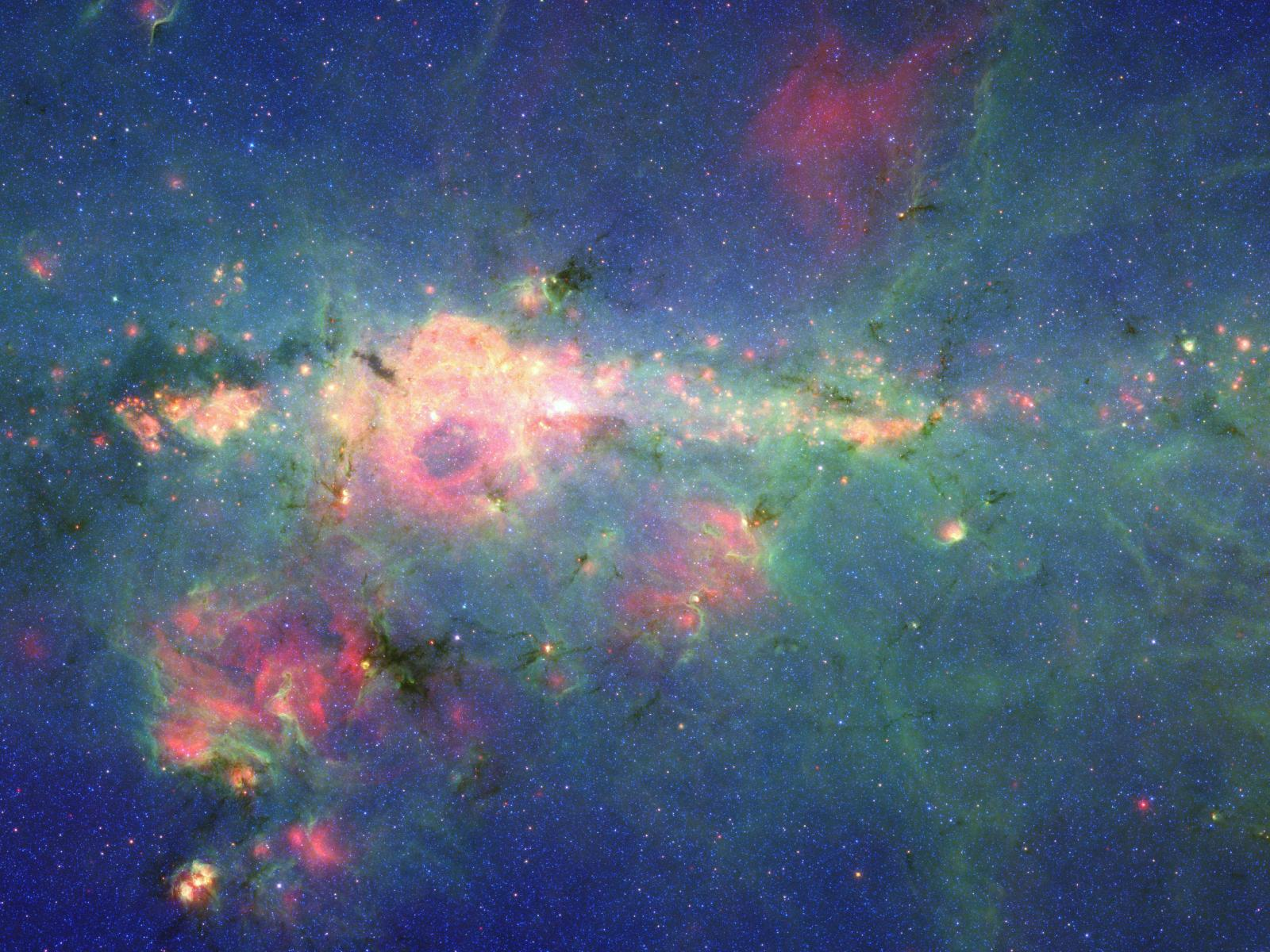
"Pionnebulosan", som upptäckts av NASA:s Spitzer Space Telescope. Denna trefärgade infraröda komposition visar 3,6 μm ljus i blått, 8 μm ljus i grönt och 24 μm ljus i rött. Pionnebulosan är det rödaktiga molnet av stoft i och runt den vita cirkeln, som omger pionnebulosans stjärna.

Rymdteleskopet Spitzer observerade den 20 april 2005 WR 102ka vid våglängder på 3,6 μm, 8 μm och 24 μm. Dessa observationer möjliggjorde de första tillförlitliga beräkningarna av de fysiska egenskaperna hos detta extremt ljusstarka objekt.